# Euodynerus cordovae
Euodynerus cordovae är en stekelart som först beskrevs av Henri Saussure 1870.  Euodynerus cordovae ingår i släktet kamgetingar, och familjen Eumenidae. Inga underarter finns listade i Catalogue of Life.